# 萊盧馬省
萊盧馬省是西非國家畿內亞的33個省之一，位於該國中部，由拉貝大區負責管轄，首府設於萊盧馬，北臨馬里省，東接拉貝省，南毗皮塔省，西鄰泰利梅萊省和加瓦爾省，面積2,140平方公里，人口約161,000。